# Rakaia antipodiana
Rakaia antipodiana is een hooiwagen uit de familie Pettalidae.